# Bệnh Milroy
Bệnh Milroy là một bệnh di truyền đặc trưng bởi chứng phù bạch huyết (lymphedema) thường là ở chân, do các bất thường bẩm sinh ở hệ bạch huyết. Sự dẫn lưu của mạch bạch huyết bị suy giảm dẫn đến ứ đọng dịch lỏng và phì đại các mô mềm. Nó cũng được gọi là hội chứng Nonne-Milroy-Meige và phù bạch huyết di truyền.
Bệnh được Sir William Osler đặt theo tên của William Milroy, một thầy thuốc người Mỹ, ông đã mô tả 1 ca bệnh vào năm 1892, mặc dù nó đã được Rudolf Virchow mô tả đầu tiên vào năm 1863.

## Mô tả
Biểu hiện phổ biến nhất của bệnh Milroy là phù bạch huyết cả hai chân, và có thể kèm theo tràn dịch màng tinh hoàn (hydrocele).
Bệnh này thường gặp ở phụ nữ và có sự liên quan với gen FLT4. FLT4 mã hóa cho thụ thể VEGFR-3, liên quan đến sự phát triển của hệ bạch huyết.